# Berkleasmium leonense
Berkleasmium leonense är en svampart som beskrevs av M.B. Ellis 1976. Berkleasmium leonense ingår i släktet Berkleasmium, ordningen Pleosporales, klassen Dothideomycetes, divisionen sporsäcksvampar och riket svampar.   Inga underarter finns listade i Catalogue of Life.